# زمان‌سنجی در بازی‌ها
در بازی‌های ویدئویی و دیگر بازی‌ها، گذر زمان باید به گونه‌ای اداره شود که برای بازیکنان منصفانه و قابل درک باشد. این معمولاً به یکی از این دو روش انجام می‌شود: زمان حقیقی (هم‌زمان یا real-time) و مبتنی بر نوبت (نوبتی یا turn-based).

## هم‌زمان
بازی‌های هم‌زمان (به انگلیسی: real-time games)، زمان بازی را به تدریج، متناسب با ساعت بازی پیش می‌برند. یکی از مثال‌ها از این نوع بازی‌ها، بازی سندباکس تراریا است، جایی که یک چرخه روز و شب ۲۴ ساعته، معادل ۲۴ دقیقه در زمان واقعی است. بازیکنان برخلاف واحدهای پی‌درپی یا نوبتی، به‌صورت همزمان اقدامات خود را انجام می‌دهند. بازیکنان باید با در نظر گرفتن این‌که حریفانشان در زمان واقعی به‌صورت فعال علیه آنها فعالیت می‌کنند و ممکن است در هر لحظه اقدام کنند، اقدامات خود را انجام دهند. این کار، مسائل مدیریت زمان و چالش‌های اضافی (مانند هماهنگی فیزیکی درمورد بازی‌های ویدئویی) را به وجود می‌آورد.
گیم‌پلی هم‌زمان، شکل اصلی زمان‌سنجی در بازی‌های ویدئویی شبیه‌سازی است و به‌میزان زیادی، سیستم‌های مبتنی بر نوبت را در سایر سبک‌های بازی ویدئویی جایگزین کرده‌است (برای مثال در استراتژی هم‌زمان). زمان، عامل مهمی در اکثر ورزش‌ها است؛ بسیاری از ورزش‌ها، مانند فوتبال یا بسکتبال، تقریباً به‌صورت کاملاً همزمان هستند و تنها در موارد خاصی اندکی مفهوم نوبت را حفظ می‌کنند، مانند ضربه آزاد و پرتاب آزاد در فوتبال و ساعت ثانیه‌شمار در بسکتبال. در بازی‌های کارتی مانند نرتس و لیگرتو، بازیکنان باید برای دور انداختن کارت‌های خود در اسرع وقت رقابت کنند و به نوبت نروند.
اگرچه زمان بازی در بازی‌های ویدئویی درواقع به‌دلیل ماهیت پی‌درپی محاسبات، به واحدهای مجزا تقسیم می‌شود، اما این فاصله‌ها یا واحدها معمولاً به‌قدری کوچک می‌باشند که نامحسوس هستند.

## نوبتی
بازی‌های نوبتی (به انگلیسی: Turn-based games) دارای جریان بازی‌ای هستند که به بخش‌های معینی تقسیم می‌شود که به آنها نوبت‌ها، حرکت‌ها یا بازی‌ها گفته می‌شود. بازیکن بازی نوبتی، مجاز به دوره‌ای از تجزیه و تحلیل (گاهی محدود و گاهی نامحدود) پیش از انجام یک کنش در بازی می‌باشد، که از ایجاد جدایی میان جریان بازی و فرایند تفکر اطمینان می‌یابد، در نتیجه به انتخاب‌های بهتری منجر می‌شود. هربار که هر بازیکن نوبت خود را انجام داده باشد، این دور بازی پایان می‌یابد، و هر پردازش مشترک ویژه‌ای انجام می‌شود. سپس دور بعدی بازی آغاز می‌شود. در بازی‌هایی که واحد جریان بازی زمان است، نوبت‌ها ممکن است دوره‌هایی مانند سال‌ها، ماه‌ها، هفته‌ها یا روزها باشند.
بازی‌های نوبتی، در دو شکل اصلی ظاهر می‌شوند که به پی‌درپی یا هم‌زمان بودن بازی بستگی دارد. بازی‌های اولیه در دسته بازی‌های پی‌درپی قرار دارند (همچنین به نام بازی‌های مبتنی بر مراحل یا "We-Go" نیز معروف‌اند)، و بازی دیپلماسی که نمونه معروفی از این دسته است. بازی‌های دیگر در دسته بازی‌های بازیکن-جایگزین قرار دارند (که همچنین به نام "I-Go-You-Go" یا "IGOUGO" مخفف می‌شوند) و به زیرگروه‌های (A): رتبه‌بندی شده، (B): شروع دورها به ترتیب دور و (C): تصادفی تقسیم می‌شوند. تفاوت میان آنها، ترتیب شروع بازیکنان در داخل یک نوبت است: (A) بازیکن اول هر نوبت همیشه یکسان است، (B) سیاست انتخاب بازیکن اول، توسط نوبت گردشی انجام می‌شود و (C) بازیکن اول به صورت تصادفی انتخاب می‌شود. برخی بازی‌ها همچنین ترتیب بازی را براساس یک امتیاز "آغاز" ممکن است تعیین کنند، که ممکن است تا حدی بر اساس ویژگی‌ها یا موقعیت بازیکنان در بازی یا عوامل خارجی دیگر و همچنین پرتاب تاس تعیین شود. ویزارد۱۰۱ نمونه‌ای از این سبک است.
اصطلاح بازی‌کردن نوبتی همچنین در بازی‌های پستی و سایت‌های بازی مبتنی بر مرورگر استفاده می‌شود که به گیم‌پلی اجازه می‌دهد تا در طول دوره‌های زمانی طولانی، که اغلب برای انجام بازی‌هایی مانند گو، شطرنج و شطرنج بی‌پایان که به ماه‌ها زمان برای پایان نیاز دارند، فراتر از یک نشست یک‌نفره گسترش یابد.

## زیرگروه‌ها
اقتباس‌های مختلفی از سیستم‌های زمانی هم‌زمان و نوبتی برای رفع کاستی‌های رایج یا درک شدهٔ این سیستم‌ها پیاده‌سازی شده‌اند (اگرچه آنها اغلب مسائل جدیدی را معرفی می‌کنند که پیش‌تر وجود نداشتند).

## گیم‌پلی هم‌زمان در مقابل نوبتی
بحثی میان طرفداران بازی‌های ویدئویی هم‌زمان و نوبتی (معمولاً نوعی بازی استراتژیک یا نقش‌آفرینی) بر اساس شایستگی‌های هر سیستم شکل گرفته‌است.
استدلال‌های مختلفی توسط موافقان ارائه می‌شود. استدلال‌های ارائه شده به‌نفع سیستم‌های نوبتی عبارتند از:
- زمان اضافی در دسترس بازیکنان در سیستم‌های نوبتی به آنها اجازه می‌دهد تا حرکات خود را تا حد بیشتری برنامه‌ریزی کنند،[۷][۸][۹] و به طراحان بازی اجازه می‌دهد تا گزینه‌های تاکتیکی و گیم‌پلی بیشتری ارائه دهند.[۱][۷][۱۰] از سوی دیگر، گزینه‌های مشابه زمانی که در ترکیب با فشار زمانی بازی‌های هم‌زمان استفاده می‌شوند، می‌توانند باعث شود بازیکنان جدید احساس ناراحتی کنند.[۷]

استدلال‌های ارائه شده به نفع سیستم‌های هم‌زمان عبارتند از:
- بازی‌های نوبتی قوانین بسیار زیادی دارند و تسلط بر آنها دشوار است.[۴]